# Functioning on Impatience
Functioning on Impatience is het tweede studioalbum van de Amerikaanse metalcoreband Coalesce. Het werd oorspronkelijk in 1998 uitgegeven door Second Nature Recordings en bevat zeven nummers. Het werd heruitgegeven in 2008 om het 10-jarige bestaan van het album te vieren.

## Nummers
1. "You Can't Kill Us All" - 3:15
2. "Recurring Ache of Monotony Still Running" - 2:11
3. "A New Language" - 2:14
4. "On Being a Bastard" - 3:04
5. "My Love for Extremes" - 3:39
6. "Measured in Gray" - 3:05
7. "A Disgust for Details" - 2:36

## Band
- James Dewees - drums
- Nathan Ellis - basgitaar, zang
- Sean Ingram - zang
- Jes Steineger - gitaar, zang